# Lifetime娱乐服务
Lifetime娱乐服务（英語：Lifetime Entertainment Services）是一家美國娛樂業公司，其媒體特性專注於女性。Lifetime娱乐服务是A+E電視網的子公司，A+E電視網是赫茲國際集團（50％）和華特迪士尼公司（50％）的合資企業。

## 外部連結
- MyLifetime.com （页面存档备份，存于）